# Клітини Кахаля
Інтерстиціальні Клітини Кахаля (англ. interstitial cell of Cajal, ICC) — тип клітин, названих на ім'я Сантьяго Рамона-і-Кахаля, що містяться в гладенькій мускулатурі, найбільш вивчені у тканинах ШКТ, виконують фунцію водіїв ритму. 

## Початок дослідження
У 1911 р. Сантьяго Рамон-і-Кахаль описав групу клітин у тканинах ШКТ і назвав їх примітивними нейронами, передбачаючи, що ці зіркоподібні клітини є окремим типом нейронів. Кахаль характеризував їх, як додаткові компоненти нервової регуляції, які змінюють скорочення гладкої м'язової тканини і є самостійним регуляторним предметом нервової системи. Надалі ці клітини так і назвали «інтерстиціальні клітини Кахаля». З розвитком електронної мікроскопії з'являлось все більше публікацій, які описували морфологію і фізіологію ІКК. Залежно від їх розташування у тканині, можна спостерігати деякі структурні відмінності, але ультраструктура всіх інтерстиціальних клітин Кахаля має наступні загальні риси: чисельні мітохондрії великих розмірів, великий пучок проміжних філаментів, відсутність товстих ниток міозина, наявність поверхневих кавеол, синаптичні контакти між ІКК та нервовими пучками, добре розвинений гладенький та зернистий ендоплазматичний ретикулум, щільний контакт з гладком'язевими клітинами (ГМК)

## Походження
Згідно однієї з теорій, інтерстиціальні клітини Кахаля є похідними мезенхіми. Також існує точка зору, згідно з якої дані клітини є похідними вентральної частини нервової трубки

## Класифікація
Сандерс К. М., працювавший з інтерстиціальними клітинами Кахаля ШКТ, ввів наступну класифікацію:

- IC-MY — клітини між коловими та поздовжніми шарами м'язів шлунка, тонкої кишки і прямої кишки;

- IC-SM, (IC-SMP) — клітини, розміщені уздовж підслизової оболонки колового гладеньком'язового шару в товстій кишці;

- IC-DMP — інтерстиціальні клітини Кахаля, розміщені уздовж глибокого м'язового сплетіння в тонкій кишці;

- IC-IM — внутрішньом'язові клітини Кахаля в стравоході, шлунку і прямій кишці.

## Функції інтерстиціальних Клітин Кахаля
Нещодавно було сформоване Міжнародне товариство клітин Кахаля (International Society for ICC [Архівовано 19 червня 2017 у Wayback Machine.]), яке наразі координує дослідження цих клітин в різноманітних тканинах.

### Генерація повільних хвиль та потенціалу дії
Основна роль інтерстиціальних клітин Кахаля — генерація повільних хвиль. У стані спокою ГМК мають мембранний потенціал спокою, завдяки градієнту концентрації іонів по обидві сторони клітинної мембрани. Періодичні зміни мембранного потенціалу отримали назву повільних хвиль або трансмембранного потенціалу спокою. Під трансмембранним потенціалом спокою розуміють різницю потенціалів, яка існує між внутрішньо- і позаклітинним середовищами, за відсутності змін електричної активності. Величина трансмембранного потенціалу коливається в межах від 20 до 90 мВ. Повільні електричні хвилі є періодичними фазами деполяризації і реполяризації мембран ГМК.
Повільні хвилі самі по собі не викликають м'язового скорочення. Скорочення гладком'язової тканини виникає при появі на плато повільних хвиль швидких електричних осциляцій, потенціалів дії (ПД). ПД є відносно швидкою зміною мембранного потенціалу яке тісно пов'язане з рівнем потенціалу спокою і амплітудою повільної електричної хвилі і відбивають локальне скорочення м'язового волокна. Одиничні ПД обумовлюють тонічне скорочення, групи ПД викликають ритмічні скорочення. Сила скорочення м'язового волокна пропорційна числу ПД в групі. Повільні хвилі створюють в м'язах потенціал, близький до порогу активації, що дає можливість виникненню ПД з подальшим скороченням м'язового волокна.
При недостатній деполяризації клітинної мембрани потенціали дії затухають, а при високій деполяризації можуть ініціюватися повільною хвилею. Проте деякі автори вважають, що скорочення м'язового волокна можливе і за відсутності пікових потенціалів. При цьому реєструються мінімальні по амплітуді скорочення ділянок кишки, які відповідають основному електричному ритму.

### Зв'язок з нейронами та гладенькими м'язами
Ультраструктурні дослідження показали дуже щільний зв'язок між деякими класами інтерстиціальних клітин Кахаля (ІКК) та терміналями нейронів. З сусідніми гладком'язовими клітинами (ГМК), клітини Кахаля взаємодіють через щілинні контакти. Структурні властивості, необхідні для нейротрансмісії та поширення електричних сигналів від ІКК до ГМК, свідчать про те, що інтерстиціальні клітини відіграють певну роль у прийомі, трансдукції і проведенні сигналів. ІКК реагують на медіатори, їх іннервують гальмівні мотонейрони. Клітини Кахаля слугують провідною ланкою між нейроном і м'язевою клітиною.

## Дослідження клітин Кахаля
Для дослідження взаємодії інтерстиціальних клітин Кахаля з ефекторними нейронами використовують імуногістохімічний метод подвійного маркування антитілами проти протоонкогена С-Kit, везикулярного ацетилхолінового транспортера (VAChT), субстанції P, NOS. Первинними передавачами збудження ефекторних нейронів, які інервують колові і поздовжні м'язи, є ацетилхолін і тахікінін. Тому, більшість нервових волокон проявляють імунорекцію на VAChT і субстанцію P . Такі нервові волокна тісно пов'язані з IC-IM шлунка. В кишечнику з ними значною мірою пов'язані IC-DMP.
Гальмівні нейрони є трансміттерами оксиду азоту (NO), вазоактивного інтестинального поліпептиду (VIP) і аденозинтрифосфату (АТФ). Багато гальмівних мотонейронів містять NOS і, відповідно, виділяють NO, який чинить розслаблюючий вплив на гладенькі м'язи. Ці нервові волокна тісно пов'язані з IC-IM та IC-DMP.
В IC-IM фундальної частини шлунка і в IC-MY тонкої кишки виявлені мускаринові ацетилхолінові рецептори (М1 і М2 підтипу), нейрокінінові рецептори (NK1 і NK3 підтипи) і VIP рецептори (підтип VPAC1). NK1 (рецептор субстанції P) є добре дослідженим і виявлен в IC-DMP тонкої кишки. Також було встановлено, що IC-DMP мають мускариновий М2 рецептор і 2A рецептор соматостатину. 5-HT3 і 5-HT4 рецептори серотоніну виявлено як в IC-DMP, так і в IC-MY тонкої кишки. Пурінергічні P2Y4 рецептори виявлені в IC-IM, IC-DMP та IC-MY, а P2X2 і P2X5 рецептори лише в IC-MY. Холецистокініновий рецептор А виявлен і в ІКК, і в ГМК пілоруса. Майже у всіх ІКК ШКТ щура виявлені бомбезинові рецептори підтипу 3 та G-протеїнові рецептори, включаючи рецептори нейромедіаторів, які діють через декілька протеїнкіназ, такі як протеїнкіназа A (PKA) і C (PKC).
NO ефекторних нейронів є потужним гальмівним нейромедіатором, який активує розчинну гуанілат циклазу (рГЦ) в клітинах мішенях. рГЦ виявлена в IC-DMP тонкої кишки щурів і майже у всіх ІКК мурчаків. Активна рГЦ каталізує перетворення ГТФ в цГМФ, другий месенджер внутрішньоклітинних сигнальних каскадів. Дослідження, які показують, що цГМФ запускає зміни після нітрергічної стимуляції, свідчать про те, що ІКК функціонально іннервуються нітрергічними нейронами. Підвищення рівня цГМФ блокується антагоністами NO, L-нітроаргініном. цГМФ-залежна протеїнкіназа І, яка активується цГМФ, також виявлена у великій кількості в IC-DMP тонкої кишки щурів і майже всіх ІКК мурчаків. Ці дані підтверджують, що клітини Кахаля функціонально інервуються нітрергічними гальмівними нейронами.
Ці данні можуть бути функціональним доказом гіпотези, запропонованої Кахалем та інших чисельних публікацій, які говорять про те, що ІКК є посередниками між нервовими терміналями та ГМК.
Подальше вивчення цього питання пов'язано з дослідами на тваринах з мутаціями в с-kit сигнальному шляху. В тонкому кишечнику цих тварин не розвиваються IC-MY, втрачається електрична ритмічність. Також мутація в с-kit впливає на різні типи ІКК в інших ділянках ШКТ. Проте IC-MY товстої кишки і шлунка не залежать від мутації в W-локусі. ІКК в межах колових та поздовжніх шарах м'язів (IC-IM) шлунка були без W мутації і втрата цього класу ІКК викликала руйнування нітрергічної нейротрансміссії.

## Інтерстиціальні клітини Кахаля гладеньких м'язів ворітної вени
У м'язовому, субендотеліальному і глибшому внутрішньом'язовому шарах ворітної вени було виявлено два шари інтерстиціальних клітин Кахаля двох, морфологічно різних, типів: невеликі мультиполярні клітини з зірчастою формою тіла, які не перевищуючі 20 мкм, і клітини з витягнутим тілом від 40 до 300 мкм в довжину, з численними розгалуженнями. В деяких ділянках ІКК знаходяться максимально щільно (більше 150 клітин на мм), тоді як в інших ділянка всього декілька клітин. Таке різне розташування ІКК вздовж вени пов'язано з різнорідністю спонтанної скоротливої діяльності різних областей стінки вени. 
Оскільки у ворітній вені виявлені c-kit-позитивні ІКК, можна припустити, що вони виконують подібну функцію, як і інтерстиціальні клітини Кахаля ШКТ — є пейсмекерами електричної скоротливої активності і посередниками між нейронами і гладенькими м'язами.